# Чарівна ніч (фільм, 1958)
Про однойменний грузинський фільм див. Чарівна ніч (фільм, 1983)
«Чарівна ніч» — радянський художній фільм 1958 року, знятий режисером Ігором Новаковим на Кіностудії ім. О. Довженка.

## Сюжет
За мотивами оповідань українського письменника С. Васильченка «На першій гулянці» і «На розкіш». Це було давно, коли в Україні ще були пани. Тяжко жилося тоді простому люду… Але вечорами виходили на сплячі вулиці села парубки з дівчатами, і починала звучати пісня, і пішла гуляти по селу вечірниця, весела, пустотлива. Тільки невеселий Тимош; всі його друзі з дівчатами, а Оленку (Ольга Лисенко) з дому не пускають, кажуть, мала ще. Ось і стоїть біля її вікна і сумує. Перехитрив все ж Тимош Оленкиних батьків і повів дівчину з дому на вечорниці, і закружляли вони в танці серед своїх друзів… І тільки під ранок, коли небо почало світати, і півні приготувалися співати ранкову, стихло в селі, розійшлися по хатах парубки і дівчата. Ось і щасливий Тимош розпрощався з Оленкою… Постукав у калатало сонний сторож, рипнули десь віконниці, і знову все заснуло недовгим сном…

## У ролях
- Дмитро Гнатюк — Семен
- Дмитро Капка — дід Свирид
- Нонна Копержинська — Василина
- Ольга Лисенко — Оленка
- Павло Шкрьоба — Савка
- Анатолій Юрченко — Тимош
- Михайло Сіренко — епізод

## Знімальна група
- Режисер — Ігор Новаков
- Сценарист — Леонід Смілянський
- Оператор — Валентина Тишковець
- Композитор — Аркадій Філіппенко
- Художник — Валентин Корольов